# Stiftsgården Breidagård
Stiftsgården Breidagård var en stiftsgård tillhörande Uppsala stift, belägen i Marielund utanför Uppsala.

## Allmänt
Breidagård ligger cirka 15 kilometer öster om Uppsala och passeras av Uppsala-Länna Järnväg samt av länsväg 282. 
Vid stiftsfullmäktiges sammanträde i maj 2018 beslutades att sälja stiftsgården Breidagård. Bakgrunden till beslutet är ett tidigare uppdrag från stiftsfullmäktige att få en budget i balans år 2021. Eftersom gården ska säljas upphörde möjligheten att boka verksamhet den 23 november 2018.

## Historik
Prästänkan Johanna Sandén, född 1852, köpte 1915 tomten för 3 000 kronor.
Huvudbyggnaden uppfördes 1916 av restimmer från tre 1700-talshus, s.k. överloppshus från prästbostället i Skokloster där hennes make tjänstgjort. Timret fraktades hit på vintervägar över Ekolns is. Restimret kan du se i Lilla matsalen i huvudbyggnaden. Tillsammans med sina fyra döttrar, som då var mellan 21 och 28 år, skapade Johanna ett gästhem. Flygeln tillkom 1922. Sommartid kunde 30 personer gästa Breidagård, många delade rum. Man behövde aldrig annonsera eftersom många gäster återkom år efter år.
Johanna Sandén dog 1939, 87 år gammal. Då fortsatte den näst äldsta dottern Ruth, som i praktiken haft huvudansvaret, att driva gården med viss hjälp av sina systrar. Hanna var sjuklig. Berta arbetade i Uppsala, Olga hade 1935 gift sig med Erik Stave. Efter Ruths död tog Berta över. Hon var då 62 år och nybliven pensionär. 1963 beslöt hon i samråd med Olga att sälja gården till kyrkan.
Stiftsrådet inom Uppsala Ärkestift bildade Stiftelsen för själavårdsverksamhet och köpte för stiftelsens räkning 1965 in Breidagård för 200 000 kronor. Ärkebiskop Gunnar Hultgren invigde gården den 7 februari samma år. Tanken var att gården främst skulle nyttjas som retreatgård. I april 1974 invigdes det nybyggda Härbärget av ärkebiskop Olof Sundby.
I oktober 1999 lades verksamheten tillfälligt ned under ett utredningsarbete om gårdens framtid. I december 1999 övertog Uppsala stift hela ansvaret för Breidagård och beslöt att göra en unik satsning: en andlig investering. Man avsatte medel som gjorde det möjligt för den som bor inom Uppsala stift och är aktiv i någon av Svenska kyrkans församlingar (anställd, frivillig eller förtroendevald), att kostnadsfritt delta i retreater, andrum eller samtalsdygn.
Breidagårds kapell invigdes i januari 2002 av ärkebiskop K G Hammar.
Den 23 november 2018 upphörde verksamheten på Breidagård och i slutet på januari 2019 fanns gården till salu på den öppna marknaden. Köpare blev byggföretaget Byggconstruct som tog över gården i juni 2019. Breidagård kommer i framtiden att användas för konferenser och fortbildning för den egna personalen.